# Trondjorda
Trondjorda est une localité du comté de Troms, en Norvège.

## Géographie
Administrativement, Trondjorda fait partie de la kommune de Tromsø.